# 戴敦元
戴敦元（1767年—1834年），字吉旋，號金溪，浙江開化人，清朝政治人物、學者，進士出身。

## 生平
戴敦元自幼天賦秉異，十歲即舉神童，學政彭元瑞試之以文，語句老成；面問經義，對答如流。彭元瑞嘆道：「子異，日必為國器！」戴敦元年僅十五即舉鄉試，乾隆五十五年（1790年）登癸丑科進士，選翰林院庶吉士，散館改禮部主事。出典山西鄉試，升郎中。嘉慶二十四年（1819年）出任廣東高廉道。道光元年（1821年）擢江西按察使。道光二年（1822年）遷山西布政使，不久調湖南，護理巡撫。道光三年（1823年）召授刑部侍郎，十年未遷，專治刑獄。道光十二年（1832年）擢刑部尚書，典會試。道光十四年（1832年）卒，朝廷優詔賜恤，稱其「清介自持，克盡職守」，贈太子太保，諡簡恪。《清史稿》有傳。

## 家族
- 友：彭元瑞、张问陶
- 子：至少四子。一子戴树琴、四子戴鶴齡娶張問陶女。
- 孙：戴寿祺，编《戴简恪公遗集》。
- 曾孙：戴宝桢、戴宝琛
- 师：王昶
- 学生：桑春榮

## 延伸阅读
[在维基数据编辑]
 《清史稿·卷374》，出自趙爾巽《清史稿》

## 外部連結
- 戴敦元 （页面存档备份，存于） 中研院史語所

| 官衔          | 官衔                                                                                  | 官衔          |
| ------------- | ------------------------------------------------------------------------------------- | ------------- |
| 前任： 陳若霖 | 刑部漢尚書 道光十二年二月辛卯－道光十四年十一月癸酉 （1832年3月15日－1834年12月12日） | 繼任： 史致儼 |